# Ferdinand Kindermann von Schulstein

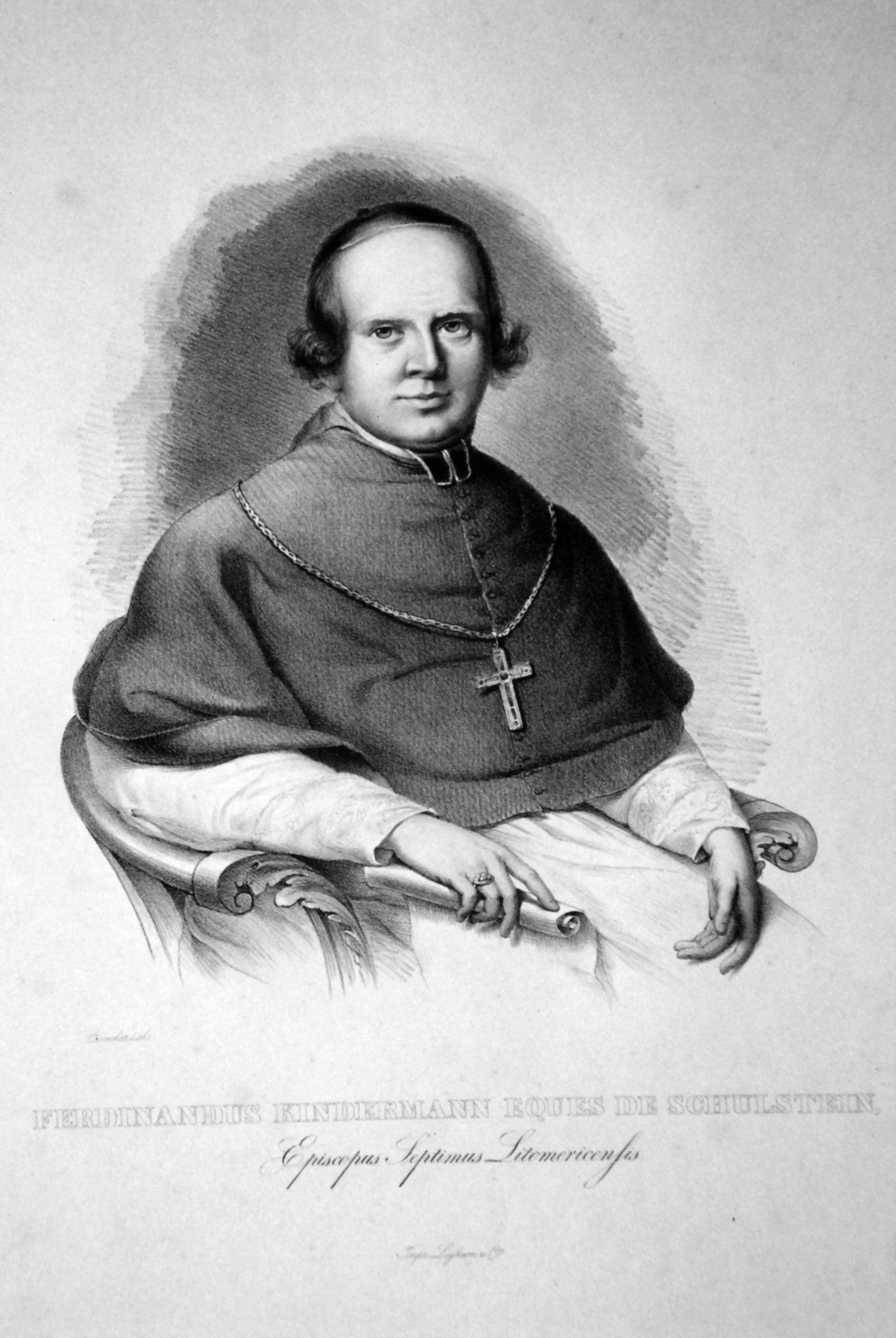
Ferdinand Kindermann von Schulstein, Lithographie von Friedrich Dewehrt

Ferdinand Kindermann (seit 1777: Ritter von Schulstein) (* 27. September 1740 in Königswalde (Království) bei Schluckenau, Leitmeritzer Kreis, Böhmen; † 25. Mai 1801 in Leitmeritz) war römisch-katholischer Geistlicher, Bischof von Leitmeritz sowie Schulreformer.

## Herkunft und Lebensweg
Ferdinand Kindermann entstammte einer nordböhmischen deutschen Handwerkerfamilie. 1754–1760 absolvierte er das Gymnasium des Augustiner-Chorherrenstiftes Sagan und studierte anschließend Philosophie und Theologie an der Karls-Universität Prag. 1765 wurde er zum Priester geweiht; ein Jahr später promovierte er zum Doktor der Theologie. Anschließend studierte er Ästhetik, Moraltheologie und Katechetik; zugleich war er Hauslehrer und Katechet bei der Adelsfamilie Buquoy in Südböhmen. Als Pfarrer von Kaplitz begründete er dort eine Landschule.

## Schulreformer
Im Jahr 1774 wurde Kindermann die oberste Schulaufsicht in Böhmen übertragen mit einer Lehrkanzel für Pädagogik am Kleinseitner Gymnasium in Prag. Im gleichen Jahr eröffnete er die Prager Normalschule, aus welcher sich eine Lehrerbildungsanstalt entwickelte. Er wurde 1779 Propst in Mariaschein, 1781 an der Basilika St. Peter und Paul am Wyschehrad in Prag, 1788 Scholastiker am Prager Metropolitankapitel bei St. Veit und seit 1790 Bischof des Bistums Leitmeritz. Dort gründete er eine richtungsweisende Domschule, reformierte die Lehrerausbildung und aktivierte den Unterricht der Schüler durch Vermittlung von Arbeitstechniken.
Im Jahre 1777 wurde Ferdinand Kindermann für seine Verdienste als „Vater der österreichischen Volksschule“ von der böhmischen Königin Maria Theresia mit dem Adelsprädikat „Ritter von Schulstein“ in den Erbländisch-österreichischen Adelsstand erhoben. Er befasste sich zudem mit einer Bodenreform erbuntertäniger Staatsgüter in den österreichischen Erblanden und erstellte einen Bericht über die Seelsorge auf den böhmischen Staatsdomänen. Zusammen mit Bischof Johann Leopold von Hay gehörte er der Kommission an, die nach den Ursachen für die Unruhen der bäuerlichen Bevölkerung in der Mährischen Walachei forschte, um die abtrünnigen Bauern zum Katholizismus zurückzuführen, ohne deren Erbuntertänigkeit in seinen Überlegungen zu berücksichtigen. Er lehnte gewaltsame Maßnahmen ab und empfahl die Verbreitung katholischer Bücher in tschechischer Sprache.
Im Jahre 1779 gründete er eine erste, sogenannte Industrieschule, die zur Hebung des Wohlstands der arbeitenden Bevölkerung beitragen sollte. Im gleichen Jahr zum geistlichen Inspektor befördert, hatte er ein Mitspracherecht bei der Auswahl der Seelsorger. Als Propst des Vyšehrader Kapitels wurde er 1783 Mitglied der Liquidationskommission zur Aufhebung der Bruderschaften anderer Glaubensbekenntnisse, mit der die Verwaltung des Kaisers Joseph II. zusätzliche Mittel für römisch-katholische Schulen und die Armenpflege erzielen wollte. Kindermann war außerdem Mitglied der Geistlichen Hofkommission für Böhmen und 1787 Domscholaster am Veitsdom. Er war zu seiner Zeit einer der einflussreichsten Geistlichen in Böhmen, stieß jedoch durch seine Nähe zur Reformpolitik Josephs II. mit der Aufhebung von Klöstern und Verstaatlichung von deren Großgrundbesitz auf Ablehnung in kirchenkonservativen Kreisen.

## Bischof von Leitmeritz
Nach dem Tod des Leitmeritzer Bischofs Emmanuel Ernst von Waldstein wurde Ferdinand Kindermann von Schulstein am 4. Februar 1790 vom Domkapitel zu dessen Nachfolger gewählt. Die Zustimmung des Heiligen Stuhls in Rom erfolgte am 29. März. Am 4. Juli 1790 wurde er durch den Prager Weihbischof Erasmus Dionys Krieger zum Bischof geweiht und übernahm am 10. Oktober die Verwaltung des Bistums.
Auch als Bischof fühlte sich Kindermann der Schulbildung und der Armenpflege verpflichtet. Er gründete eine Mädchenfortbildungsanstalt und eine landwirtschaftliche Schule, die fortschrittliche Kenntnisse im Acker- und Obstbau vermitteln sollte. Bei seinen Visitationen im Sprengel interessierte er sich auch für die jeweiligen Schulverhältnisse und belohnte vorbildliche Lehrer und Pfarrer mit Bücherspenden und Beförderungen. Bei Priestermangel halfen er und seine Kanoniker in der Seelsorge aus.
Besondere Bedeutung erlangte er während seiner Amtszeit als Bischof in Leitmeritz der Wallfahrtsort Mariaschein. 1795 verfasste er eine Schrift „Über die beste Bekehrungsart“, in der er die Notwendigkeit der Rekatholisierung betonte. Von einem Schlaganfall im Jahre 1799 erholte er sich nicht mehr. Zwei Jahre später starb er und wurde auf dem allgemeinen Friedhof außerhalb der Stadt beigesetzt.

## Publikationen
- Nachrichten von der Landschule zu Kaplitz, 1772
- Über den Einfluss der niederen Schulen auf das gemeinsame Leben, auf die mittleren und höheren Schulen, 1776
- Gedanken über die Mittel, den Religionsunterricht der verbesserten Gemeinschulen unter den Erwachsenen zu verbreiten, 1790

## Ehrungen
Im Jahr 1894 wurde in Wien-Hernals (17. Bezirk) die Kindermanngasse nach ihm benannt.